# زكي نسيبة
زكي أنور نسيبة (1946-)، المستشار الثقافي لرئيس دولة الإمارات العربية المتحدة والرئيس الأعلى لجامعة الإمارات العربية المتحدة. شغل سابقًا منصب وزير دولة في حكومة الإمارات العربية المتحدة (2017-2021) حيث أسس مكتب الدبلوماسية الثقافية والعامة في وزارة الخارجية والتعاون الدولي. وعمل قبل ذلك مساعد وزير في وزارة الخارجية والتعاون الدولي بدولة الإمارات العربية المتحدة ومستشاراً ثقافياً في وزارة الشئون الرئاسية لدولة الإمارات العربية المتحدة. نشط في الخدمة الحكومية في الإمارات منذ إنشائها في مطلع السبعينيات، وقبل ذلك مع حكومة إمارة أبو ظبي.

## حياته
ولد زكي نسيبة في القدس، وتلقى تعليمه في مدرسة سانت جورج، القدس، وأكمل تعليمه الثانوي في مدرسة رجبي في المملكة المتحدة. ثم التحق بكلية كوينز بجامعة كامبريدج وتخرج بدرجة الماجستير (مع مرتبة الشرف) في الاقتصاد عام 1967.
بمجرد أن استقر في أبو ظبي في عام 1967، بدأ زكي نسيبة العمل كصحفي مستقل لعدد من المطبوعات البريطانية والعربية، بما في ذلك ذي إيكونومست وفاينانشال تايمز وبي بي سي العربية. وقد أجرى مقابلة مع الشيخ زايد في أبريل 1968 من أجل فيلم وثائقي بريطاني، مترجما كلامه من العربية إلى الإنجليزية. بعد ذلك طُلب منه الانضمام إلى حكومة أبوظبي، والعمل لفترة وجيزة مع هيئة الخدمة المدنية المنشأة حديثًا فيما بين عامي 1968 و1969، ثم انتقل إلى دائرة الإعلام في أبوظبي كمدير للبحوث والتوثيق بين أعوام 1969 و1971، وساهم في تأسيس أولى الصحف في أبو ظبي باللغتين العربية والإنجليزية (الاتحاد 1969، أبو ظبي نيوز 1969). ثم أصبح مدير المعلومات والعلاقات العامة في وزارة الإعلام الاتحادية فيما بين 1972 و1975.
أثناء عمله في وزارة الإعلام، عمل أيضًا كمذيع باللغة الإنجليزية ومنتج برامج إذاعة وتلفزيون وساعد في تخطيط وتطوير الاستراتيجية الإعلامية للحكومة. كما شارك في إعداد وتحرير وترجمة مؤلفاتها وإصداراتها.
في عام 1975، أصبح زكي نسيبة مدير المكتب الصحفي في ديوان الشيخ زايد، وأصبح لاحقًا مستشارًا مع استمرار دوره كمترجم شخصي للرئيس.
عمل نسيبة كمساعد وزير في وزارة الخارجية والتعاون الدولي (2016-2017) وكمستشار ثقافي في ديوان رئيس الدولة ومن ثمّ وزارة الشؤون الرئاسية لدولة الإمارات العربية المتحدة.

## الفن والثقافة في الدبلوماسية
عمل زكي نسيبة في العديد من الهيئات العامة والخاصة التي تتعامل مع تطوير الاستراتيجيات الثقافية والتعليمية في دولة الإمارات العربية المتحدة. شغل منصب نائب رئيس هيئة أبو ظبي للثقافة والتراث منذ 2006 وحتى 2012، وكان عضوًا في مجلس إدارة هيئة أبو ظبي للسياحة والثقافة بين 2012 و2016، وهي اليوم دائرة الثقافة والسياحة في أبو ظبي. وبهذه الصفة، ساهم في تطوير العديد من المبادرات الثقافية والفنية الكبرى في أبو ظبي، مثل منطقة السعديات الثقافية ومتاحفها الرائدة.
تشمل منشورات نسيبة ترجمات للشعر الخليجي والعربي إلى عدة لغات أوروبية بالإضافة إلى مقالات في مجلات وصحف مختلفة. وفي عام 2019 نشر كتابًا باللغة العربية عن زعيم عشائري كان رفيقًا مقربًا للشيخ زايد مؤسس الإمارات العربية المتحدة بعنوان (الشيخ زايد وسالم بن حم رفقة لها تاريخ.)

## النشاطات الأخرى
تم تعيين نسيبة رئيسًا لمجلس أمناء جامعة السوربون أبو ظبي في عام 2018، بعد أن ساعد في تأسيس الجامعة وعمل كعضو في أول مجلس إدارة لها. وهو عضو في المجلس الإداري لأكاديمية الإمارات الدبلوماسية. وهو أيضًا عضو في العديد من المجالس الأخرى بما في ذلك جائزة الشيخ زايد للكتاب منذ 2005، والجائزة الدولية للرواية العربية (بوكر العربية) منذ 2009، ومجلس أمناء جامعة أبوظبي منذ 2003.
يشغل منصب رئيس اللجنة الوطنية لاختيار الفائزين بمنحة رودس لجامعة أكسفورد منذ عام 2015. كما انتخب عضوًا في الأكاديمية الأمريكية للفنون والعلوم في عام 2020. و سابقًا، شغل نسيبة منصب رئيس المجلس الاستشاري لمركز الشرق الأوسط التابع لكلية لندن للاقتصاد (2015-2018)، وكذلك عضوًا في مجلس إدارة أليانس فرانسيز في باريس (2013-2017). كما كان الرئيس المؤسس لفرع الجمعية العالمية لأصدقاء ريتشارد فاغنر في أبو ظبي وعضوًا في مجلس أمناء متحف آغا خان في تورنتو. وشغل منصب رئيس الرابطة الثقافية الفرنسية في أبو ظبي (1977-2017).
ساهم في تأسيس لجنة أبو ظبي للموسيقى الكلاسيكية في عام 1995، ولاحقًا مهرجان العين للموسيقى.

## حياته الخاصة
تعتبر عائلة نسيبة من أقدم العائلات في القدس، وهي موجودة منذ ما يقرب من ألف وثلاثمائة عام في القدس، حيث ينحدرون من الصحابي عبادة بن الصامت، شقيق الصحابية نسيبة بنت كعب، وهي محاربة من قبيلة بني خزرج العربية، وكانت من أوائل أهل يثرب دخولاً في الإسلام.
وفقًا للتقاليد العائلية، فقد احتفظوا بالحق الحصري في مفاتيح كنيسة القيامة حتى العصر العثماني، عندما حصلت عائلة جودة على أمر بتقاسم الملكية. حتى يومنا هذا، تتولى عائلة نسيبة مهمة فتح وغلق الكنيسة في حين تتولى عائلة جودة مهمة أمانة مفتاح الكنيسة.
نزح العديد من أفراد عائلة نسيبة خلال الصراع الذي أدى إلى قيام دولة إسرائيل في عام 1948. غادرت والدته الراحلة نزهة الغصين مع عائلتها من الرملة في عام 1948 وأصبح شقيقها طلعت الغصين سفيراً للكويت في واشنطن في عام 1970. أصبح والد نسيبة الراحل، أنور نسيبة (المتوفى 1986) وقد فقد إحدى ساقيه خلال حرب 1948، نشطًا في السياسة الأردنية، وشغل عددًا من المناصب الوزارية في الحكومة الأردنية.
زكي نسيبة متزوج وله ثلاثة أبناء، لانا (المندوبة الدائمة لدولة الإمارات العربية المتحدة لدى الأمم المتحدة) وديالا (مديرة فن أبو ظبي) وأنور.

## التكريمات والجوائز
حصل زكي نسيبة على عدد من الجوائز العربية والعالمية منها:
• درجة الدكتوراه الفخرية في العلوم الإنسانية من جامعة القدس — القدس 2014
• الميدالية الذهبية للفنون من مركز جون كينيدي للفنون — واشنطن 2014
• جائزة شخصية العام الثقافية لمؤسسة سلطان بن علي العويس — الإمارات 2013
• جائزة الثقافة الأوروبية العربية من المؤسسة الأوروبية للثقافة — ليبزغ 2013
• جائزة الأكاديمية الأوروبية للعلوم والفنون «حلقة التسامح» — فرانكفورت 2012
• جائزة أبوظبي — أبوظبي 2007

### الأوسمة
• وسام الاتحاد لدولة الإمارات (2021)
• وسام جوقة الشرف الفرنسي رتبة ضابط (2015)
• وسام الإمبراطورية البريطانية رتبة قائد (2013)
• وسام الاستحقاق الألماني رتبة قائد (2013)
• وسام السعفات الأكاديمية رتبة قائد (2007)
• وسام الشرف الذهبي للخدمات للجمهورية النمساوية (2007)
• وسام جوقة الشرف الفرنسي رتبة فارس (2001)
• وسام الاستحقاق الإسباني رتبة ضابط (1999)
• الوسام الفيكتوري البريطاني رتبة قائد (1989)
• وسام الاستحقاق الإيطالي رتبة قائد (1983)
• وسام الاستحقاق الفرنسي رتبة ضابط (1980)
• وسام الاستقلال الأردني رتبة قائد (1969)